# Albert Cobut
Albert Cobut né à Parigné-l'Évêque le 21 février 1917, mort à Mettet le 30 décembre 2003 est un homme politique belge et un militant wallon.

## Biographie
Il entre en 1939 au comité de  la Fédération wallonne des étudiants de Louvain, en 1941. Il est à la base  d'une action commune des professeurs et étudiants  sur les déséquilibres entre professeurs wallons et francophones d'une part et professeurs flamands dans la seule section française de l'Université catholique de Louvain. Il y constate que sur 227 professeurs de cette section française, 114, soit une majorité, sont des Flamands, les Wallons et Bruxellois francophones une minorité. Un mémoire est adressé aux évêques à la suite de l’Assemblée du 7 mai 1942. Il est signé par des professeurs et tous les présidents des régionales de la Fédération wallonne des étudiants de Louvain. Le fait que de nombreux professeurs wallons et des anciens de l'UCL aient appuyé le mémoire lui donne encore plus d'importance.  Mais c’est  lui qui essuie la colère du recteur flamand, Monseigneur Van Wayenbergh (lettre du 3 juillet 1942). Avec d’autres, en 1945, Albert Cobut signe le manifeste à la base  de Rénovation wallonne. Il participe aussi au  Congrès national wallon de 1945.
Docteur en médecine, il s'installe à Mettet et comme membre du Parti social-chrétien, il devient échevin de Mettet  (de 1947 à 1952), puis bourgmestre  (1953-1964), ensuite conseiller provincial de la Province de Namur (1949-1965), enfin  sénateur de Namur-Dinant-Philippeville (de 1967 à 1968).  
Jean-Émile Humblet lui consacre une notice assez importante dans l'Encyclopédie du Mouvement wallon en  son tome I, p. 282.